# Märkische Heide
Märkische Heide (baix sòrab: Markojska gola) és un municipi alemany que pertany a l'estat de Brandenburg. Fou creat el 2003 de la fusió de les següents unitats:
| - Alt Schadow - Biebersdorf - Dollgen - Dürrenhofe - Glietz - Gröditsch - Groß Leine - Groß Leuthen - Klein Leine | - Hohenbrück-Neu Schadow - Krugau - Kuschkow - Leibchel - Plattkow - Pretschen - Schuhlen-Wiese - Wittmannsdorf-Bückchen |

## Evolució demogràfica
- Evolució demogràfica en els límits de 2020
- Evolució actual i les previsions demogràfiques

| Any  | Població |
| ---- | -------- |
| 1875 | 6 257    |
| 1890 | 6 070    |
| 1910 | 5 747    |
| 1925 | 5 511    |
| 1933 | 5 279    |
| 1939 | 5 064    |
| 1946 | 8 101    |
| 1950 | 7 730    |
| 1964 | 6 031    |
| 1971 | 5 870    |
| 1981 | 5 347    |
| 1985 | 5 193    |
| 1989 | 5 184    |

| Any  | Població |
| ---- | -------- |
| 1990 | 5 134    |
| 1991 | 5 062    |
| 1992 | 5 148    |
| 1993 | 5 145    |
| 1994 | 4 984    |
| 1995 | 4 989    |
| 1996 | 4 977    |
| 1997 | 4 981    |
| 1998 | 5 000    |
| 1999 | 4 975    |

| Any  | Població |
| ---- | -------- |
| 2000 | 4 980    |
| 2001 | 4 946    |
| 2002 | 4 899    |
| 2003 | 4 841    |
| 2004 | 4 772    |
| 2005 | 4 760    |
| 2006 | 4 684    |
| 2007 | 4 585    |
| 2008 | 4 464    |
| 2009 | 4 396    |

| Any  | Població |
| ---- | -------- |
| 2010 | 4 313    |
| 2011 | 4 137    |
| 2012 | 4 067    |
| 2013 | 4 002    |
| 2014 | 3 989    |
| 2015 | 3 954    |
| 2016 | 3 915    |
| 2017 | 3 880    |
| 2018 | 3 893    |
| 2019 | 3 894    |

| Any  | Població |
| ---- | -------- |
| 2020 | 3 904    |